# Rhizobium rhizogenes
Espèce
Rhizobium rhizogenes ou Agrobacterium rhizogenes est une espèce de bactérie de la famille des Rhizobiaceae.
Rhizobium rhizogenes est une bactérie à coloration de Gram négative tellurique (vivant dans les sols).

C'est un pathogène des végétaux responsable d'une maladie appelée hairy root disease en anglais

## Hairy root disease
Cette maladie se caractérise par l'apparition d'un chevelu racinaire au point d'infection par la bactérie.

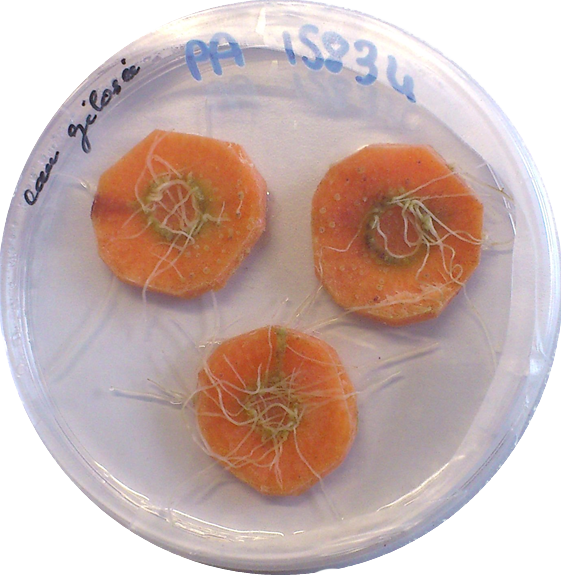
Les tranches de carotte infectées par ces bactéries présentent des cals cellulaires (verts) d'où sont issues des racines. On attribue la formation de ces organes à la présence des bactéries Agrobacterium rhizogenes. Cette souche n'intègre aucun gène IPT (responsable de la synthèse de cytokinines) au génome des cellules végétales. Une cellule infectée ne peut donc produire massivement que de l’auxine. Dès lors la balance hormonale AIA/CK penche en faveur de l’auxine, d’où la rhizogenèse.

La capacité à induire la maladie est liée à la présence dans la bactérie d'un plasmide de haut poids moléculaire (ca. 300 Kb) appelé plasmide Ri (dont la structure est proche du plasmide Ti rencontré chez Agrobacterium tumefaciens), qui rend les bactéries virulentes.
Comme dans le cas de la galle du collet induite par A. tumefaciens, le hairy root résulte du transfert et de l'expression de l'information génétique portée par un fragment du plasmide pathogène, de la bactérie vers le génome nucléaire de la cellule végétale.
Cette "maladie" est en fait très utile notamment en culture végétales in vitro, afin d'induire volontairement la production de racines, à partir d'"explants" (fragments de feuilles, tiges, racines) ou de "cals" (cellules indifférenciées obtenues lors d'une étape précédente appelée callogénèse). En effet, les racines de nombreuses plantes sont capables de produire des métabolites secondaires souvent très utiles pour la production de médicaments! (Exemples : la shikonine à partir de Lithospermum erythroryzon, l'artémisinine à partir d'Artemisia annua, un antimalaria très cher à produire avec des cultures "traditionnelles"...)